# Числа Кольбера
Числом Кольбера називається просте число, що складається з більш ніж 1 000 000 цифр, відкриття якого є чи стане внеском в доведення гіпотези, що {\displaystyle k=78557} є найменшим числом Серпінського другого порядку. Числа Кольбера названо на честь Стівена Кольбера. Станом на липень 2017 року відомо про існування 6 чисел Кольбера, що наведено в таблиці:
| Просте число      | Цифр      | Дата       | Автор               |
| ----------------- | --------- | ---------- | ------------------- |
| 5359·25054502+1   | 1 521 561 | 06.12.2003 | Randy Sundquist     |
| 10223·231172165+1 | 9 383 761 | 31.10.2016 | Péter Szabolcs      |
| 19249·213018586+1 | 3 918 990 | 26.03.2007 | Константин Агафонов |
| 27653·29167433+1  | 2 759 677 | 08.06.2005 | Derek Gordon        |
| 28433·27830457+1  | 2 357 207 | 30.12.2004 | анонімний учасник   |
| 33661·27031232+1  | 2 116 617 | 13.10.2007 | Sturle Sunde        |

Проєкт розподілених обчислень Seventeen or Bust спрямовано на пошук п'яти чисел Кольбера, що залишаються для розв'язання проблеми Серпінського (де x є невідомою експонентою):
| Просте число | Цифр |
| ------------ | ---- |
| 21181·2x+1   | ?    |
| 22699·2x+1   | ?    |
| 24737·2x+1   | ?    |
| 55459·2x+1   | ?    |
| 67607·2x+1   | ?    |